# Preljub
Gregorio Preljub o simplemente Preljub (en serbio: Прељуб, en griego: Πρεάλιμπος o Πρελούμπος, Grēgorios Prealimbos/Preloumbos; c. 1312–1355/1356) fue un noble serbio y vaivoda (comandante militar) que conquistó y gobernó Tesalia con el rango de César entre 1348 y 1356 bajo el emperador serbio Esteban Uroš IV Dušan. Su hijo Tomás Preljubović fue el gobernante de Epiro en 1366 y 1384.

## Biografía
Preljub aparece en las fuentes en 1344, tomando parte en la conquista serbia de Macedonia durante la guerra civil bizantina de 1341-1347. Según las crónicas contemporáneas, Esteban Dušan lo consideraba el mejor de todos sus magnates, «en valor, coraje y experiencia». En mayo de 1344, comando un ejército serbio en la batalla de Estefaniana contra los turcos del emirato de Aydın, quienes eran aliados del emperador bizantino Juan VI Cantacuceno. La batalla terminó en derrota, pero esto no afectó seriamente los progresos de la conquista serbia. En 1348, reforzado con un gran número de albaneses, Preljub invadió Tesalia. Ayudado por la despoblación provocada por la Peste negra, que, entre otras, había matado al gobernador local bizantino, Juan Ángelo, Preljub había arrebatado la mayor parte de la región a los bizantinos y a los aragoneses del Ducado de Neopatria en noviembre de ese mismo año. Dušan lo nombró gobernador de Tesalia, con Trikala como su capital, y le dio el título de César como recompensa. Varios académicos anteriores habían afirmado que Preljub también controlaba partes de Epiro, incluyendo la ciudad de Ioánina, pero las investigaciones recientes consideran esto como poco probable y muy probablemente fuera el resultado de adiciones o errores en fuentes posteriores.
En 1350, Juan VI Cantacuceno aprovechó la ausencia de Dušan en su campaña contra Bosnia para intentar recuperar sus provincias perdidas en Macedonia y Tesalia. Desembarcó en Tesalónica y logró recuperar varias fortalezas importantes en Macedonia, pero su avance hacia Tesalia fue detenido por Preljub, quien con 500 hombres ocupó la estratégicamente importante fortaleza de Servia contra él. Cantacuceno, cuyo ejército era bastante pequeño, se retiró, y Dušan fue capaz de recuperar sus perdidas fortalezas con facilidad.
Preljub murió a finales de 1355 o principios de 1356, poco después del mismo Dušan, en un enfrentamiento con los clanes locales albaneses. Su viuda, Irene Asanina, una hija de Dušan, y su hijo Tomás, pronto se enfrentaron a una invasión de Nicéforo Orsini, el anterior gobernante de Epiro. Orsini consiguió unir a los habitantes griegos de la provincia a su bando, lo que obligó a Irene a volver a Serbia. En 1357 Irene se casó con Radoslav Hlapen, el gobernador de la mayor parte del oeste de Macedonia, incluyendo Vodena y Veria. En 1366/1367, Tomás se convirtió en gobernante de Epiro en Ioánina.